# 中国—比利时关系
中国—比利时关系（荷蘭語：Chinees-Belgische betrekkingen），是指歷史上的中國與比利時，以至現在中華人民共和國與比利時王國之間的雙邊關係。

## 歷史

### 1800年代至1930年代
中國與比利時的往來，可追溯至17世紀。1885年起，清朝開始向比利時派駐欽差大臣。首任欽差大臣名為許景澄，於1885年12月16日正式上任，初時，駐比國欽差大臣一職為兼職，自1902年楊兆鋆上任起改為專使。於八國聯軍之役期間，比利時雖然未有派兵，卻為《辛丑條約》之簽署國之一。後來比利時在天津開設了租界。
比利時於1913年10月6日承認中華民國。首任中華民國駐比利時公使為王廣圻，於1913年11月14日上任。由於中國對收回天津比租界的聲音強烈，同時租界亦面臨財政危機，因此1927年1月比利時表達了交還天津比租界的意願，最後中華民國在1931年1月15日收回天津比租界。中比關係於1937年6月1日升為大使級。

### 1940年代至1970年代
在1949年中華人民共和國建國後，比利時繼續承認於台灣之中華民國政府為中國之合法政權，直至1971年10月25日，因比利時承認中華人民共和國為中國唯一合法政府，中華民國與比利時斷交。同日，時任中華人民共和國駐法國大使黃鎮與比利時駐法國大使罗贝尔·罗特希尔德簽訂《中华人民共和国和比利时王国建立外交关系的联合公报》，兩國正式建立大使級邦交。

### 2000年代
自中華人民共和國與比利時王國建交後，双边关系发展顺利，兩者間進行了數次要員互訪。比利時的訪華人士包括國王阿爾貝二世（2005年）、首相德阿納（1998年）與伏思達（2002年）、菲力浦親王（後登基為國王）也曾於2000年時親率200多人的經貿代表團赴華。中國方面，國務院總理溫家寶則於2004年正式訪比，與比方互簽政治對話加強聯合聲明。2014年3月，習近平成為首位訪比的中國國家元首，他在此次國事訪問中參訪了歐洲聯盟總部，並與比利時政府共同決定將雙邊關係提升為「全方位友好合作伙伴關係」。

### 2020年代後
比利時國家安全局於2023年發布的情報報告稱，中國以明面暗面各種方式試圖影響比利時政府的決策，其中包含間諜、經濟勒索、認知作戰等。
前比利时參議員弗兰克·克雷耶尔曼被指控自2021年起收受中华人民共和国国家安全部間諜賄賂，並藉此試圖影響比利時以及歐盟政治。後其政黨弗拉芒利益將他開除。
在比利時聯邦議會通過決議譴責中國對台灣的侵略並建議政府加強與台灣的關係後，中国驻比利时大使列表曹忠明警告比利時不得違反一個中國政策以及支持台獨勢力，並稱比利時此舉是在玩火。
比利時聯邦議會外交委員會主席Els Van Hoof於2024年稱，中國透過電子郵件駭入她的筆電長達3年，而外交委員會副主席賽繆爾·科格拉蒂也遭中國間諜駭入。

## 經貿關係
- 中國出口到比利時的产品[15]
- 比利時出口到中國的产品[16]

比利時為中國在歐盟之第七大經濟夥伴。在2013年1月至5月，中國和比利時雙邊貿易額為100.7億美元。其中中國對比利時出口額為62.7億美元，而比利時對中國出口額為38億美元。
截至2007年6月，比利時在中國投資了682項項目，實際投入了9.4億美元；而中國則在比利時引進技術項目682項，合同金額為25.24億美元。
1983年，中比兩國簽訂《合作发展议定书》，比利時對華援助項目31項，涉及金額4000萬美元。比利時亦為首個向中國政府提供無息貸款的西歐國家。

## 文化關係
1980年，中比兩國簽訂文化合作協定。2006年10月，中華人民共和國與比利時建交35周年之際，時任中國文化部副部長周和平曾率團訪問比利時。
現時中國在比利時設立了三所孔子學院，分別位處布魯塞爾、列日大学及鲁汶工程联合大学。其中設於布魯塞爾的孔子學院由比利時中國協會及北京外國語大學合辦，為中國於歐洲設立的第二所孔子學院。
在比利時漫畫家艾爾吉所作之《丁丁歷險記》中，《藍蓮花》和《丁丁在西藏》便以中國作為背景。

## 外部連結
- 中華人民共和國駐比利時王國大使館官方網站（简体中文）（英文）（法文）
  - 中华人民共和国驻比利时王国大使馆经济商务处官方网站（简体中文）
- 比利時駐華大使館官方網站（简体中文）（英文）（法文）（荷兰文）